# Шкадов, Иван Николаевич
Ива́н Никола́евич Шка́дов (19 апреля [2 мая] 1913 года, деревня Наумово, Калужская губерния — 15 февраля 1991 года, Москва) — советский военачальник, Герой Советского Союза (21.02.1978), генерал армии (1975).

## Биография
Родился в крестьянской семье. В 1931 году окончил Спас-Деменскую единую трудовую школу 2-й ступени, был на комсомольской работе в Спас-Деменском и Нелидовском районных комитетах ВЛКСМ, затем работал секретарём сельской коммуны (то же, что председатель сельсовета), инструктором Нелидовского райисполкома в Калининской области.

## Довоенная служба
В октябре 1935 года призван в ряды Красной Армии. Поступил в Горьковское бронетанковое училище, которое в начале 1938 года переведено в Харьков и получило новое наименование Харьковское бронетанковое училище в 1938 году, направлен командиром танкового взвода 2-й механизированной бригады в составе Приморской группы войск Отдельной Краснознамённой Дальневосточной армии на Дальний Восток (г. Ворошилов). Член ВКП(б) с марта 1938 года.
В августе 1938 года в качестве командира танкового взвода участвовал в боях у озера Хасан, в ходе которых проявил отвагу: когда его танк был подбит, под огнём перебрался в другой танк, где заменил убитого командира роты и продолжил возглавлять атаку своего взвода. Был награждён орденом Красной Звезды, который ему в Кремле вручил М. И. Калинин.
Затем (с декабря 1938 года) продолжал службу заместителем командира танковой роты и начальником штаба 42-й легкотанковой бригады Отдельной Краснознамённой Дальневосточной армии, с апреля 1941 года — адъютант старший 4-го отдельного огнемётно-танкового батальона 109-го танкового полка в 58-й танковой дивизии 2-й Краснознамённой армии на Дальнем Востоке.

## Великая Отечественная война
Сразу после начала Великой Отечественной войны в составе дивизии старший лейтенант Шкадов был направлен в действующую армию. С июня 1941 года — помощник начальника штаба 216-го танкового полка по разведке и командир танкового батальона 58-й танковой дивизии, с декабря 1941 — командир роты тяжёлых танков 216-го танкового полка на Брянском и Западном фронтах. Участвовал в Московской битве и за тяжёлые оборонительные бои в ноябре 1941 года у города Венёв был награждён орденом Ленина.
В январе 1942 года назначен командиром 257-го танкового батальона 108-й отдельной танковой бригады, которая начала формироваться во Владимире. В марте с бригадой прибыл на Западный фронт, а уже в апреле в безуспешных наступательных боях под городом Юхнов был тяжело ранен и эвакуирован в госпиталь.
После выздоровления в июне 1942 года стал командиром 350-го отдельного танкового батальона 169-й танковой бригады 13-го танкового корпуса на Южном, Юго-Западном, Сталинградском фронтах. Участвовал в Сталинградской битве. Был ранен ещё раз.
С ноября (по другим данным, с декабря) 1942 года — командир 52-го отдельного танкового полка на Южном, Донском, Юго-Западном, 2-м Украинском и 3-м Украинском фронтах. Участвовал в освобождении Донбасса, в битве за Днепр, в освобождении Молдавии. Отличился в Ясско-Кишинёвской операции, Бухарестско-Арадской, Болгарской наступательных операциях. Освобождал Румынию, Болгарию, Югославию. Полк под его командованием был на хорошем счету, за отличия в боях получил почётное наименование «Днепродзержинский», был награждён орденами Красного Знамени и Суворова 3-й степени.
С ноября 1944 года — командир 96-й отдельной Шуменской танковой бригады имени Челябинского комсомола, которая в составе 37-й отдельной армии находилась на территории Болгарии и до конца войны боевых действий не вела. Начав войну старшим лейтенантом, Шкадов окончил её в звании подполковника, в боях был дважды ранен.

## Послевоенное время
С июля 1945 года — командир 96-го армейского тяжёлого танкосамоходного полка в 37-й армии Южной группы войск. С 1950 года — заместитель командира 25-й гвардейской механизированной дивизии. В 1953 году окончил курсы усовершенствования офицерского состава при Военной академии бронетанковых и механизированных войск Советской армии имени И. В. Сталина. С ноября 1953 по ноябрь 1957 года — командир 8-й гвардейской танковой дивизии (Белорусский военный округ). Генерал-майор танковых войск (8.08.1955). Окончил Военную академию Генерального штаба ВС СССР в 1959 году.
С сентября 1959 по март 1961 года — заместитель командующего 6-й гвардейской танковой армией Забайкальского военного округа. С марта 1961 года — заместитель командующего войсками Прикарпатского военного округа. С 1964 года — в длительной командировке на Кубе, старший группы советских военных специалистов и главный консультант Министерства Революционных вооружённых сил Республики Куба, сыграл большую роль в строительстве современных кубинских Вооружённых сил. С апреля 1967 года — командующий Северной группой войск на территории Польши. Участвовал в операции по вводу войск стран — участников Варшавского Договора в Чехословакию в 1968 году. Генерал-полковник (19 февраля 1968).
С декабря 1968 года — первый заместитель начальника Военной академии Генерального штаба ВС СССР. С июля 1969 года — начальник Главного управления военно-учебных заведений Министерства обороны СССР. С августа 1972 года — начальник Главного управления кадров Министерства обороны СССР, одновременно с 1982 года — заместитель министра обороны СССР по кадрам. Воинское звание генерал армии присвоено указом Президиума Верховного Совета СССР от 29 апреля 1975 года.
Указом Президиума Верховного Совета СССР от 21 февраля 1978 года генералу армии И. Н. Шкадову в группе других высших военачальников СССР присвоено звание Героя Советского Союза «За умелое руководство войсками, личное мужество и отвагу в годы Великой Отечественной войны, большой вклад в подготовку и повышение боевой готовности войск в послевоенный период и в связи с 60-летием Советской Армии и Военно-Морского флота». Председатель редакционной коллегии биографического справочника «Герои Советского Союза». Первый председатель Объединённой редакции Всесоюзной «Книги памяти».
С января 1987 года — военный инспектор-советник Группы Генеральных инспекторов министерства обороны СССР. Депутат Верховного Совета СССР 9—11-го созывов (1977—1989 гг.). Автор мемуаров «А память нам покоя не даёт…».
Жил в Москве. Трагически погиб 15 февраля 1991 года, был сбит автомобилем под управлением кубинского дипломата на улице Фрунзе. Похоронен на Новодевичьем кладбище.

## Семья
- Жена, Шкадова Мария Петровна (1920—2012)
  - Сын, Александр Иванович Шкадов (10.09.1940-01.08.1998), был генеральным директором смоленского производственного объединения «Кристалл» — крупного производителя бриллиантов. В 1998 году был убит в результате покушения, убийство не раскрыто.
    - Внучка, Александра Александровна Маринич.
    - Внук, Максим Александрович Шкадов, с 2004 по 2018 годы являлся генеральным директором ПО «Кристалл».

  - Дочь, Татьяна Ивановна Шкадова
    - Внучка, Екатерина Александровна Кобаль.
    - Внучка, Наталья Александровна Маслова.
    - Внук, Дмитрий Александрович Луканенков.

  - Дочь, Лидия Ивановна Шолохова (19.01.1951-23.11.2020)
    - Внучка, Анна Андреевна Яшина.
    - Внук, Иван Андреевич Шолохов (16.02.1975-16.11.2022)

## Награды СССР
- Герой Советского Союза (21.02.1978)
- три ордена Ленина (8.01.1942, 21.02.1978, 1983)
- Орден Октябрьской Революции (28.04.1973)
- пять орденов Красного Знамени (1.10.1943, 28.02.1944, 1956, 1967, 1969)
- Орден Суворова III степени (17.10.1944)
- Орден Отечественной войны I степени (11.03.1985)
- два ордена Красной Звезды (25.10.1938, 1950)
- Медаль «За боевые заслуги» (1946)
- Медаль «За оборону Москвы» (12.10.1944)
- Медаль «За оборону Сталинграда» (1942)
- Медаль «За отличие в охране государственной границы СССР» (1982)
- ряд других медалей СССР

### Иностранные награды
Германская Демократическая Республика
- Боевой орден «За заслуги перед народом и Отечеством» в золоте
- Орден Шарнхорста
- Медаль «Братство по оружию» в золоте
- Медаль «30 лет Национальной Народной Армии»

Польская Народная республика
- ордена Возрождения Польши III (1968) и IV класса
- Медаль «Братство по оружию» (1988)
- Медаль «На страже мира» 1-й степени

Народная Республика Болгария
- Ордена Народной Республики Болгария 1-й (22.01.1985) и 2-й (14.09.1974) степеней
- Медаль «Отечественная война 1944—1945 гг.»
- Медаль «За укрепление братства по оружию»
- Медаль «90 лет со дня рождения Георгия Димитрова»
- Медаль «100 лет со дня рождения Георгия Димитрова»
- Медаль «100 лет Освобождения Болгарии от османского рабства» (22.11.1978)
- Медаль «1300 лет Болгарии» (29.03.1982)
- Медаль «40 лет Победы над гитлеровским фашизмом» (16.05.1985)

Венгерская Народная Республика
- Орден Знамени Венгерской Народной Республики
- Медаль «За боевое содружество» 1-й степени (20.06.1980)

Социалистическая Республика Румыния
- Орден Тудора Владимиреску 1-й степени (01.10.1974)
- Медаль «За воинскую доблесть» I класса (04.09.1980)
- Медаль «25 лет освобождения Румынии» (1969)
- Медаль «30 лет освобождения Румынии» (18.11.1974)

Чехословацкая Социалистическая Республика
- Медаль «За укрепление дружбы по оружию» в золоте
- Медаль «40 лет освобождения Чехословакии Советской Армией» (28.03.1985)

Республика Куба
- Орден «Эрнесто Че Гевара» 1-й степени
- Медаль «20-я годовщина штурма казарм Монкада»
- Медаль «20-я годовщина Революционных Вооружённых сил Кубы»
- Медаль «30-я годовщина Революционных Вооружённых сил Кубы»
- Медаль «Воин-интернационалист» 1-й степени

Монгольская Народная Республика
- Орден Красного Знамени
- Орден «За боевые заслуги» (06.07.1971)
- Медаль «30 лет Халхин-Гольской Победы» (1969)
- Медаль «40 лет Халхин-Гольской Победы» (1979)
- Медаль «30 лет Победы над милитаристской Японией» (1975)
- Медаль «50 лет Монгольской Народной Революции» (1971)
- Медаль «50 лет Монгольской Народной Армии» (1971)
- Медаль «60 лет Монгольской Народной Армии» (1981)

Корейская Народно-Демократическая республика
- Медаль «40 лет освобождения Кореи» (1985)

## Сочинения
- Шкадов И. Н. А память нам покоя не даёт… — Челябинск, 2001.
- Шкадов И. Н. Озеро Хасан. Год 1938. — М.: Воениздат, 1988. — 96 с. — (Героическое прошлое нашей Родины). — ISBN 5-203-00468-4.

Редактирование
- Герои Советского Союза. Краткий биографический словарь в двух томах. Редколлегия: И. Н. Шкадов (председатель), А. А. Бабаков, Д. А. Волкогонов и др. — М.: Воениздат, 1987—1988. — ISBN 5-203-00536-2[8]
  - Том 1. Абаев — Любичев. — Воениздат, 1987. — 915 с.
  - Том 2. Любов — Ящук. — Воениздат, 1988. — 867 с.

## Память
- Почётный гражданин Калуги (24.08.1983).
- На родине Героя, в городе Спас-Деменск Калужской области, на Аллее Славы установлен обелиск.
- Бюст Героя установлен в Челябинске.